# ماكسيميليان تييل
ماكسيميليان تييل (بالألمانية: Maximilian Thiel) (3 فبراير 1993 بآلتوتينغ في ألمانيا - ) هو لاعب كرة قدم ألماني في مركز الوسط. شارك مع منتخب ألمانيا تحت 20 سنة لكرة القدم. أما مع النوادي، فقد لعب مع نادي كولن ويونيون برلين ونادي كولن 2 ‏ وSV Wacker Burghausen ‏.

## وصلات خارجية
- ماكسيميليان تييل على موقع قاعدة بيانات كرة القدم.إي يو (الإنجليزية)
- ماكسيميليان تييل على موقع بيانات كرة القدم. دي إي (الألمانية)
- ماكسيميليان تييل على موقع Soccerway.com (الإنجليزية)
- ماكسيميليان تييل على موقع عالم كرة القدم.نت (الإنجليزية)
- ماكسيميليان تييل على موقع AS.com (الإسبانية)